# Sejenice
Sejenice so naselje v občini Trebnje.
Sejenice so razloženo naselje jugovzhodno od Čateža v pobočju istoimenske vinorodne gorice z zidanicami in starejšimi vinogradi. Na zahodni strani vasi so njive v Ulcah, ob Mirni in Vejarju travniki, ostalo površje pa poraščajo večinoma gozdovi: Za Sejenicami, Sončni hrib in Močile, v katerih prevladujeta bukev in hrast. Okoli domačij so stari sadovnjaki, nekdaj pa so se domačini preživljali s trdim delom na zemlji in dohodki od prodaje krompirja in živine. V bližini vasi so trije izviri: Močile, Golješki studenec in Mala voda, gomilno halštatsko grobišče, do leta 1953 pa so Sejenice spadale pod Gorenjo vas pri Čatežu.